# A-004
A-004 — четверте випробування системи аварійного порятунку в польоті за американською космічною програмою Аполлон. Шосте, останнє випробування за програмою Аполлон.
Використовувались: ракета-носій «Літтл Джо», модель Аполлона першого блоку, що складалася з командного відсіку і службового відсіку, і система аварійного порятунку на старті.
В систему порятунку на старті було внесено зміни — видалено баласт у верхній частині і нахилено сопла для зміни кута випуску вихлопних газів.
Випробування мало визначити можливість роботи системи аварійного порятунку на значній висоті.
НАСА планувало закінчити випробування систем аварійного порятунку до кінця 1965, але 17 грудня 1965 було скасовано дозвіл на запуск ракети-носія.
Запуск було здійснено 20 січня 1966 о 15:17:01 UTC з випробувального полігону Вайт-Сендз в штаті Нью-Мексико зі стартового комплексу 36. Після вимикання двигунів система порятунку спрацювала нормально і відвела макет командного відсіку на безпечну відстань. Єдиною проблемою було зникнення телеметричного сигналу після вимикання двигунів приблизно на дві секунди.